# Aela (stolica tytularna)
Aela (łac. Dioecesis Aelaniticus) – stolica historycznej diecezji w Cesarstwie Rzymskim (prowincja Palestyna), współcześnie w Jordanii. Od początku XX w. katolickie biskupstwo tytularne (wakujące od 1978).

## Biskupi tytularni
| Lp. | Biskup                                | Funkcja                              | Od              | Do                |
| --- | ------------------------------------- | ------------------------------------ | --------------- | ----------------- |
| 1   | Charles-Marie-Félix de Gorostarzu MEP | wikariusz apostolski Junnanu (Chiny) | 10 grudnia 1907 | 27 marca 1933     |
| 2   | Alois Hudal                           |                                      | 1 czerwca 1933  | 13 maja 1963      |
| 3   | Joseph-Marie Trịnh Văn Căn            | arcybiskup koadiutor Hanoi (Wietnam) | 5 lutego 1963   | 27 listopada 1978 |